# St. Maternus (Güntersleben)

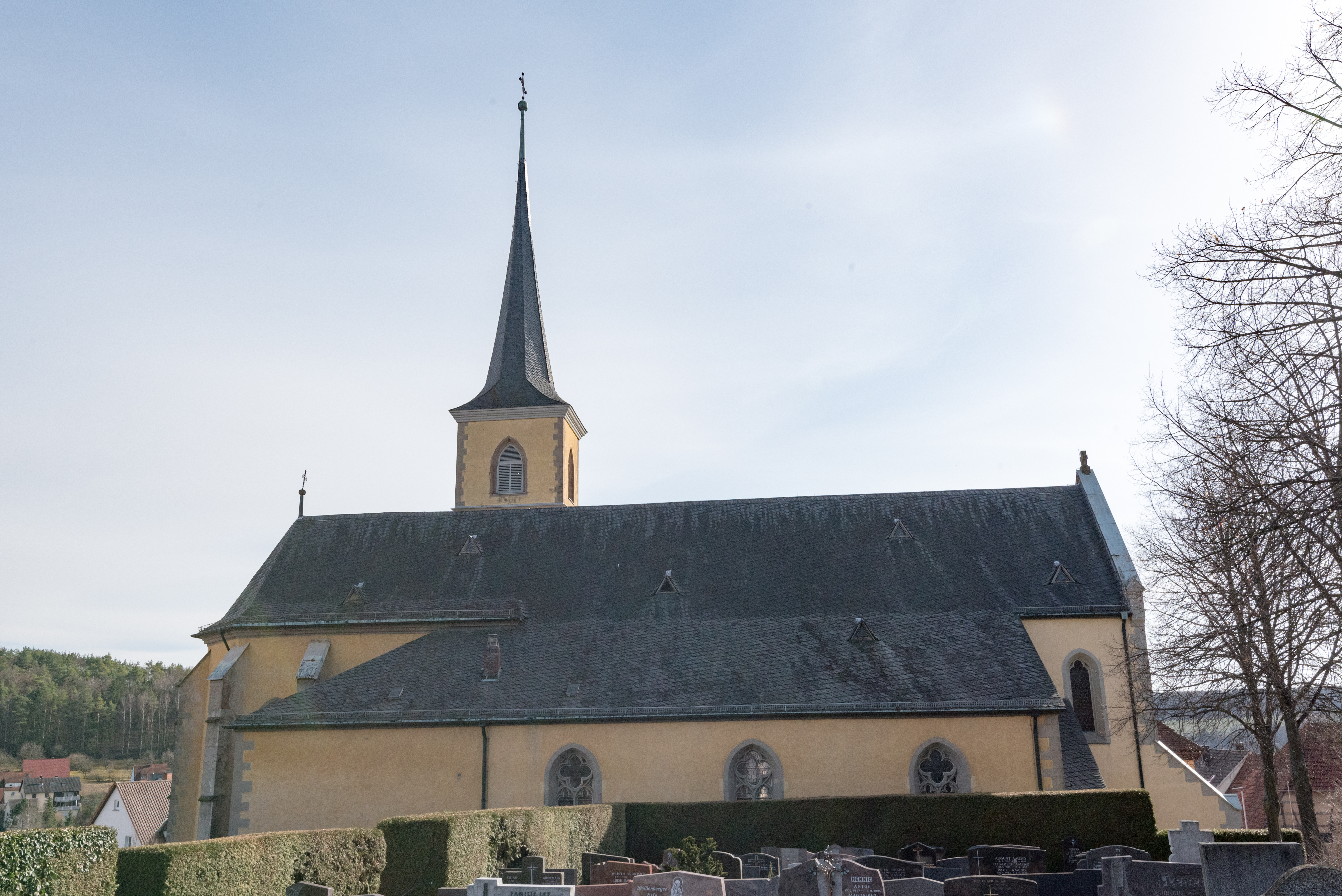
St. Maternus in Güntersleben

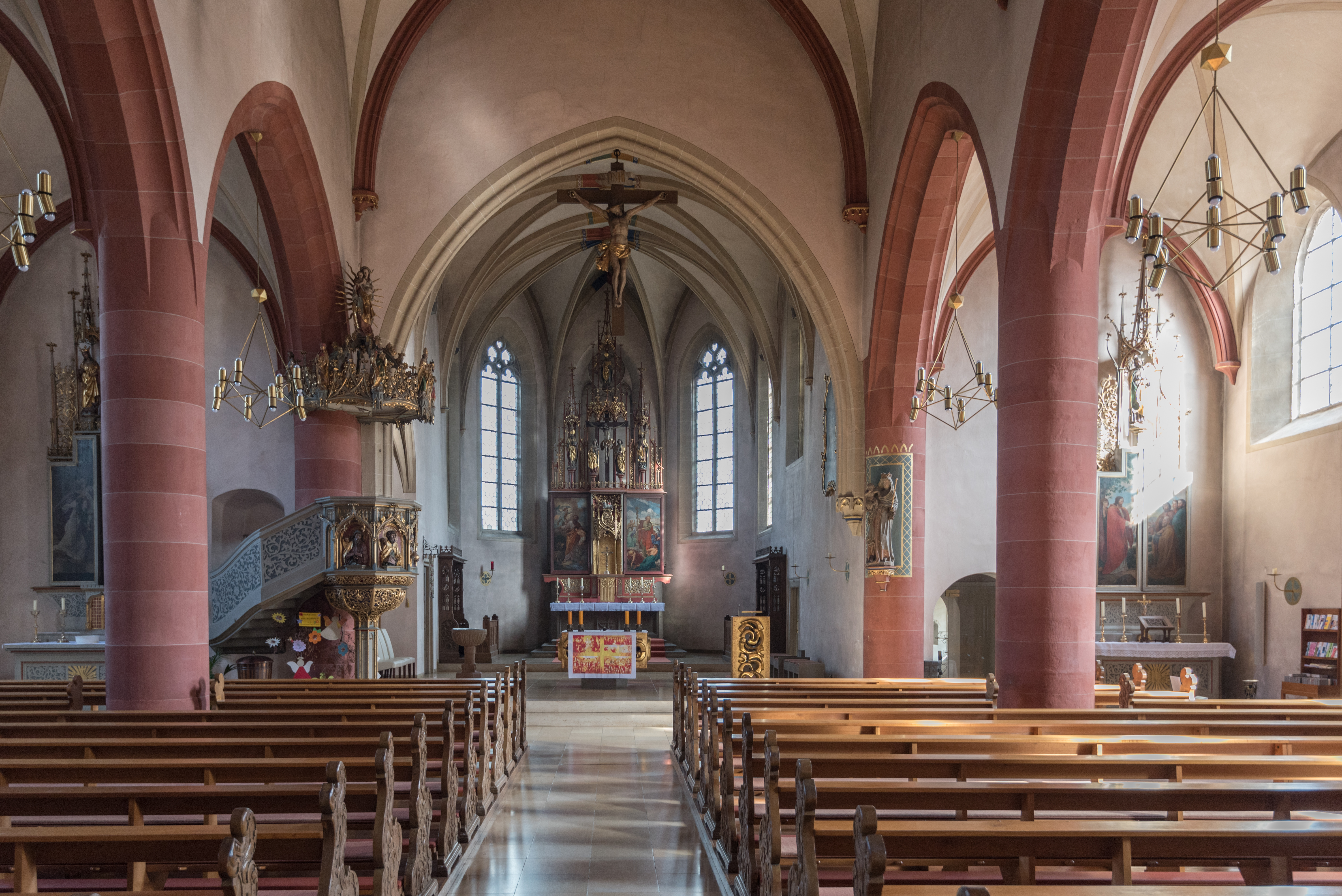
Blick zum Chor

Die römisch-katholische Pfarrkirche St. Maternus ist eine denkmalgeschützte Kirche in Güntersleben, einer Gemeinde im Landkreis Würzburg (Unterfranken, Bayern). Das Bauwerk ist unter der Denkmalnummer D-6-79-142-1 als Baudenkmal in der Bayerischen Denkmalliste eingetragen. Die Pfarrei gehört zur Pfarreiengemeinschaft Güntersleben und Thüngersheim im Dekanat Würzburg rechts des Mains des Bistums Würzburg.

## Beschreibung
Die heutige dreischiffige Pseudobasilika ist im Laufe mehrerer Jahrhunderte entstanden. Die ältesten Teile sind die unteren Geschosse des Kirchturms, die um 1100 gebaut wurden. Der Bau des eingezogenen, polygonal abgeschlossenen Chors, dessen Wände von Strebepfeilern gestützt werden, ist auf das 14. Jahrhundert zu datieren. Das Langhaus wurde zwischen 1902 und 1903 erneuert und dabei auf die Höhe des Chors gebracht. Es hatte zunächst nur ein rechtes Seitenschiff, das erst 1952 auf die heutige Länge gebracht wurde. 1602 wurde der Chorflankenturm an der Südwand des Chors aufgestockt und mit einem Knickhelm bedeckt. Zwischen 1730 und 1760 wurde die Kirchenausstattung errichtet, die allerdings 1902/03 weitgehend durch eine neugotische ersetzt wurde. Erhalten blieb jedoch ein dem Maternus geweihter Altar, der 1750 in der Werkstatt des Johann Wolfgang van der Auwera entstanden ist. Er steht in einer Kapelle, die einige Jahre vorher an den Turmdurchgang angebaut wurde. In einer Kapelle neben dem Chor steht ein 1759 gebauter Altar von Johann Peter Wagner, der der Mater Dolorosa geweiht ist.